# ویتسینی
ویتسینی (به ایتالیایی: Vizzini) یک کومونه در ایتالیا است که در استان کاتانیا واقع شده‌است.

## خصوصیات
ویتسینی ۱۲۵ کیلومترمربع مساحت و ۶٬۴۰۵ نفر جمعیت دارد و ۵۸۶ متر بالاتر از سطح دریا واقع شده‌است.

## خواهرخوانده
شهر چرینیولا خواهرخواندهٔ ویتسینی هست.

## نگارخانه

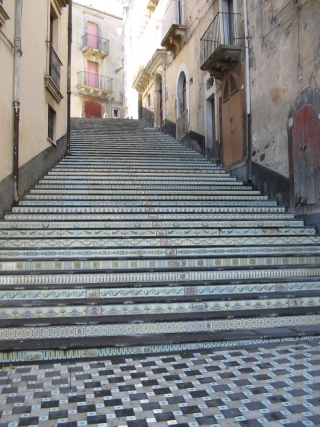
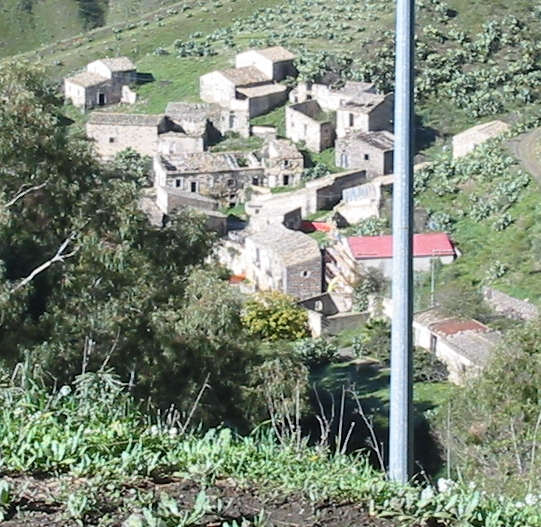
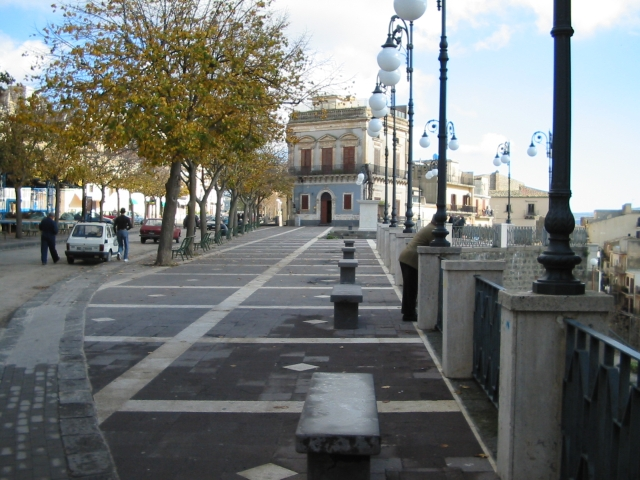
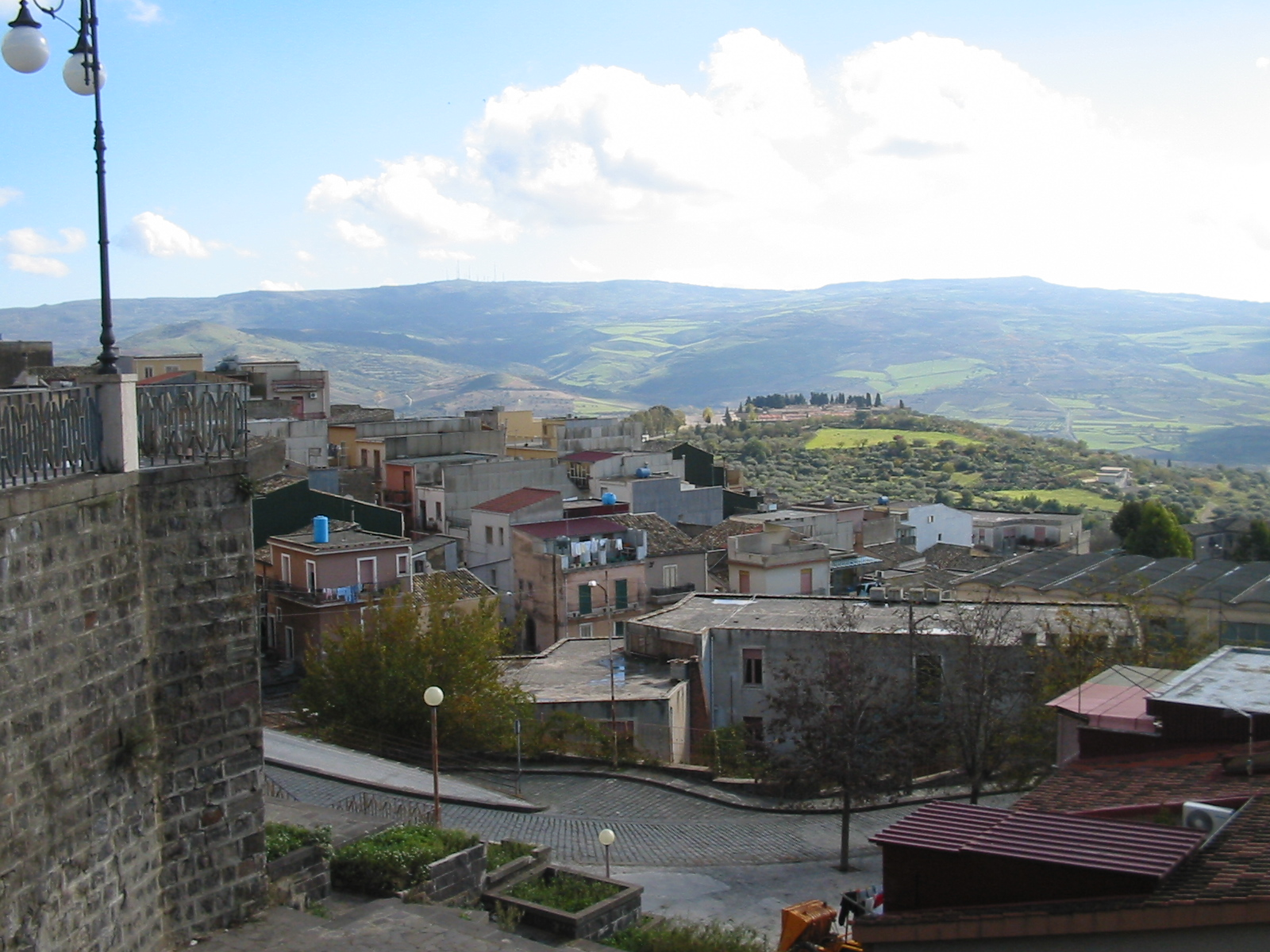
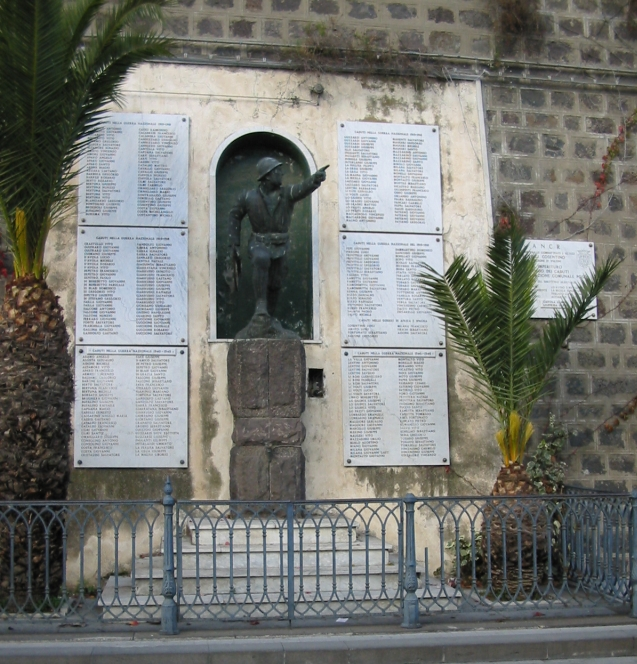
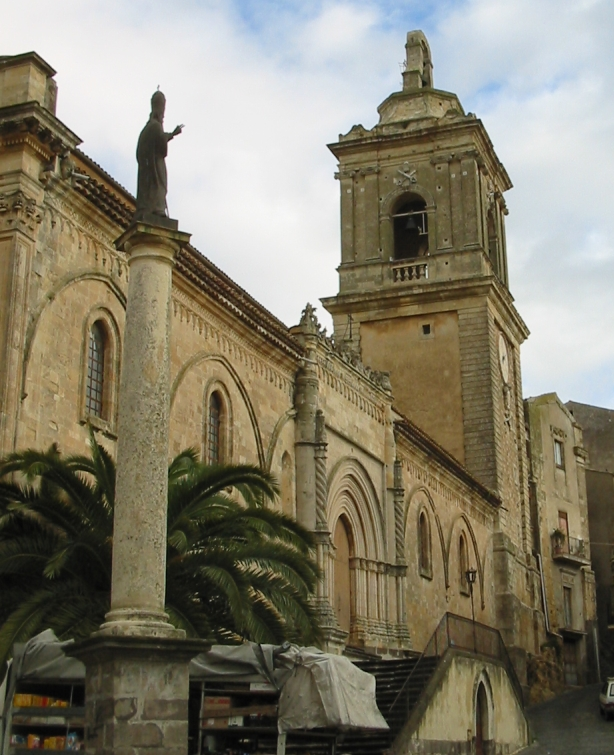
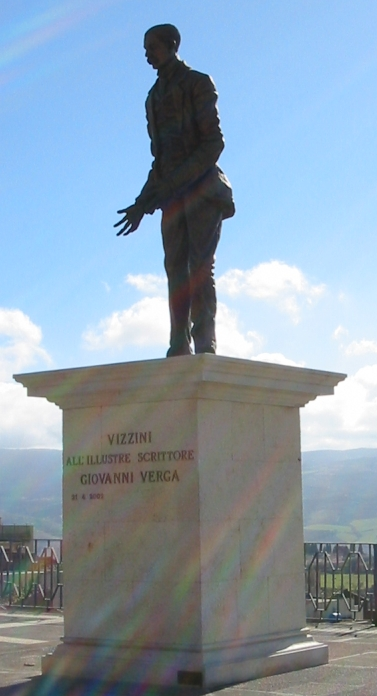